# Bồng chanh nhỏ
Bồng chanh nhỏ (danh pháp hai phần: Ceyx pusillus) là một loài chim thuộc Họ Bồng chanh. Nó là loài đặc hữu của Papua New Guinea. Nó được tìm thấy trong rừng mở, rừng, đầm lầy và rừng ngập mặn ở Úc (phía bắc Queensland và phía bắc Lãnh thổ Bắc Úc), Indonesia, Papua New Guinea và Quần đảo Solomon. Loài này dài 11–13 mm và có lưng và đầu xanh da trời và ngực trắng.
Môi trường sống tự nhiên của nó là vùng đất thấp rừng nhiệt đới hoặc cận nhiệt đới ẩm, sông, hồ nước ngọt, và đầm lầy nước ngọt. Nó đang bị đe dọa do mất nơi sống. Chúng đẻ trứng trong hốc bên bờ sông trong mùa sinh sản (tháng 10-tháng 3 ở Úc), mỗi lần đẻ 5-7 quả trứng.